# Hannelore Schmatz
Hannelore Schmatz (16 de febrer de 1940 - 2 d'octubre de 1979) fou una alpinista alemanya. Va morir durant el descens en una expedició a l'Everest a través de la ruta sud. Es tracta de la primera dona i persona de nacionalitat alemanya en perdre la vida a les zones superiors de l'Everest.

## Biografia
Schmatz participava, juntament amb el seu marit, en una expedició que pretenia assolir el cim de la muntanya més alta de la terra a través de la ruta de l'Aresta Sud-est. Va morir durant el descens, quan es trobava a 8.300 metres. En la mateixa expedició es trobava Ray Genet, americà, que també morí durant el descens.
Esgotats per l'esforç, s'aturaren per realitzar un bibac, tot i l'oposició dels seus guies Xerpa. Sungdare Sherpa, un dels guies, va romandre al seu costat després de la seva mort i, com a conseqüència, perdé la majoria dels seus dits.
Durant anys, el cos d'Schmatz va romandre a la vista de tothom que intentava l'ascensió per la ruta sud de l'Everest. Es trobava a uns 100 metres per sobre del Camp IV.
El 1984, dos participants d'una expedició de la policia Nepalesa (l'inspector Yogendra Bahadur Thapa i Ang Dorje Sherpa) van morir mentre intentaven recuperar el cos de Schmatz.
Lene Gammelgaard, la primera dona escandinava en assolir el cim de l'Everest, cita en el seu llibre Climbing High: A Woman's Account of Surviving the Everest Tragedy (1999), a l'alpinista noruec i líder de l'expedició Arne Næss Jr., el qual descriu la seva trobada amb les restes de Hannelore Schmatz.
Finalment, el vent empenyé les restes de Schmaltz avall per la Cara del Kangshung (o cara est).